# Wasted Love (melodia lui JJ)
„Wasted Love” este single-ul de debut al cântărețului austriac JJ. Piesa a fost lansată pe 6 martie 2025 și a fost scrisă chiar de JJ, alături de Teodora Špirić și Thomas Thurner. A reprezentat Austria la Concursul Muzical Eurovision 2025, unde a câștigat concursul cu 436 de puncte. În acest proces, piesa a devenit prima melodie câștigătoare pentru Austria de la victoria Conchitei Wurst în 2014 cu „Rise Like a Phoenix”.
Este descrisă de JJ ca o melodie care descrie propriile sale experiențe personale cu dragostea neîmpărtășită și sentimentele sale conflictuale dintre durere și frumusețe. Piesa a fost primită pozitiv în majoritatea recenziilor critice, primind lăude pentru compoziția sa muzicală și abilitățile vocale ale lui JJ. După victoria piesei în concurs, „Wasted Love” s-a bucurat de succes comercial în numeroase țări, ajungând pe primul loc în Austria și Grecia, în top cinci în Lituania și Elveția și în top zece în alte cinci țări. De asemenea, a fost certificat cu aur de către IFPI Austria.